# Parma occidentalis
Parma occidentalis là một loài cá biển thuộc chi Parma trong họ Cá thia. Loài này được mô tả lần đầu tiên vào năm 1975.

## Từ nguyên
Tính từ định danh trong tiếng Latinh có nghĩa là "ở phương tây", hàm ý đề cập đến phạm vi của loài cá này nằm ở bờ tây nước Úc.

## Phạm vi phân bố và môi trường sống
P. occidentalis là một loài đặc hữu của Úc và chỉ được tìm thấy ở vùng biển phía tây nước này, từ mũi Leeuwin trải dài đến thị trấn Coral Bay, Tây Úc. P. occidentalis sống tập trung gần những rạn đá ngầm ở độ sâu đến 15 m.

## Mô tả
Chiều dài tối đa được ghi nhận ở P. occidentalis là 13 cm. Cá trưởng thành có màu nâu sẫm, bướu lớn trên trán ở những cá thể già. Cá con nhiều màu sắc hơn: vàng cam với ba vạch sọc trắng, lốm đốm các chấm màu xanh lam sáng (tập trung nhiều ở vùng đầu và gần cuống đuôi) và thêm một đốm đen lớn viền xanh trên vây lưng.
Số gai ở vây lưng: 13; Số tia vây ở vây lưng: 18–21; Số gai ở vây hậu môn: 2; Số tia vây ở vây hậu môn: 13–16; Số gai ở vây bụng: 1; Số tia vây ở vây bụng: 5.

## Sinh thái học
Thức ăn chủ yếu của P. occidentalis là tảo. Cá đực có tập tính bảo vệ và chăm sóc trứng; trứng bám vào nền tổ.